# Heliobolus
Heliobolus é um género de répteis escamados pertencente à família Lacertidae.

## Espécies
- Heliobolus lugubris
- Heliobolus neumanni
- Heliobolus nitida
- Heliobolus spekii